# 55 Cancri e
55 Cancri e (viết tắt là 55 Cnc e), còn gọi là Janssen, là một hành tinh ngoài hệ Mặt Trời quay xung quanh sao 55 Cancri A. Khối lượng của nó bằng khoảng 8,63 lần khối lượng Trái Đất và đường kính của nó là 23 891 km, gần gấp đôi đường kính Trái Đất, do đó khiến nó trở thành siêu Trái Đất đầu tiên được phát hiện quay quanh một ngôi sao dãy chính. Nó cần chưa đến 18 giờ để hoàn thành một quỹ đạo quanh ngôi sao chủ và nó được cho là hành tinh trong cùng trong hệ hành tinh của mình. 55 Cancri e được tìm ra ngày 30 tháng 8 năm 2004. Tuy nhiên, trước khi được tính toán lại và quan sát vào năm 2010, hành tinh này được cho là phải mất 2,8 ngày để quay xung quanh ngôi sao chủ. Theo một số quan sát sơ khởi, như vào tháng 10 năm 2012, người ta tuyên bố rằng 55 Cancri e có thể là một hành tinh carbon, và đặc biệt hơn, một "hành tinh kim cương" qua lượng carbon dưới dạng kim cương được ước tính ở bề mặt và trong lòng hành tinh này.
Vào tháng 2 năm 2016, có thông báo rằng Kính viễn vọng không gian Hubble của NASA đã phát hiện ra acid hydrocyanic, nhưng không có hơi nước trong bầu khí quyển của 55 Cancri e, điều này chỉ có thể xảy ra nếu bầu khí quyển của hành tinh này chủ yếu là hydro hoặc heli. Đây là lần đầu tiên bầu khí quyển của một ngoại hành tinh siêu Trái Đất được phân tích thành công.

## Tên gọi
Vào tháng 7 năm 2014, Liên đoàn Thiên văn Quốc tế (IAU) đã khởi động NameExoWorlds, một quy trình đặt tên thích hợp cho một số ngoại hành tinh và các ngôi sao chủ của chúng. Quy trình liên quan đến việc đề cử công khai và bỏ phiếu cho những cái tên mới. Vào tháng 12 năm 2015, IAU đã công bố tên chiến thắng là Janssen cho hành tinh này. Tên chiến thắng do Hiệp hội Khí tượng và Thiên văn Hoàng gia Hà Lan (Royal Netherlands Association for Meteorology and Astronomy) đề xuất. Cái tên này là để tôn vinh Zacharias Janssen, người đôi khi có liên quan đến việc phát minh ra kính viễn vọng.

## Khám phá

55 Cancri e PIA20068

Giống như phần lớn các hành tinh ngoài hệ Mặt Trời được tìm thấy trước sứ mệnh Kepler, 55 Cancri e được phát hiện bằng cách phát hiện các biến thể trong vận tốc xuyên tâm của ngôi sao chủ của nó. Điều này đạt được bằng cách thực hiện các phép đo về hiệu ứng Doppler của quang phổ của 55 Cancri A. Vào thời điểm phát hiện ra nó, ba hành tinh khác đã được biết đến quay quanh ngôi sao này. Sau khi tính toán các hành tinh này, một tín hiệu vào khoảng 2,8 ngày vẫn tồn tại, điều này có thể được giải thích là do một hành tinh có khối lượng ít nhất bằng 14,2 khối lượng Trái Đất ở một quỹ đạo rất gần.
Các phép đo tương tự đã được sử dụng để xác nhận sự tồn tại của hành tinh 55 Cancri c. 55 Cancri e là một trong những hành tinh ngoài hệ Mặt Trời đầu tiên có khối lượng tương đương với Sao Hải Vương được phát hiện. Nó được công bố cùng lúc với một "Sao Hải Vương nóng" khác quay quanh ngôi sao sao lùn đỏ Gliese 436 có tên là Gliese 436 b.

### Quá cảnh
Việc hành tinh này quá cảnh được công bố vào ngày 27 tháng 4 năm 2011, dựa trên hai tuần theo dõi trắc quang gần như liên tục với kính thiên văn vũ trụ MOST. Sự quá cảnh xảy ra với một khoảng thời gian (0,74 ngày) và pha này đã được dự đoán bởi Dawson và Fabrycky. Đây là một trong số ít sự quá cảnh của một ngoại hành tinh được xác nhận xung quanh một ngôi sao và việc quá cảnh sẽ cho phép các cuộc điều tra về thành phần của hành tinh đó.

## Quỹ đạo và khối lượng
Phương pháp vận tốc xuyên tâm được sử dụng để tính toán khối lượng của 55 Cancri e, thu được khối lượng tối thiểu gấp 7,8 lần Trái Đất, hoặc 48% khối lượng của Sao Hải Vương. Quá cảnh cho thấy độ nghiêng của nó là khoảng 83,4 ± 1,7, do đó khối lượng thực có thể gần với khối lượng tối thiểu. 55 Cancri e cũng là đồng phẳng với b.
Hành tinh này rất có khả năng bị khóa thủy triều, nghĩa là có một bên ban ngày vĩnh viễn và một bên ban đêm vĩnh viễn.

## Đặc điểm
55 Cancri e nhận được nhiều bức xạ hơn Gliese 436 b. Mặt đối diện với ngôi sao của 55 Cancri e có nhiệt độ hơn 2.000 Kelvin (xấp xỉ 1.700 độ C hoặc 3.100 độ F), đủ nóng để làm tan chảy sắt. Các quan sát hồng ngoại của Kính viễn vọng Không gian Spitzer cho thấy nhiệt độ trung bình của mặt trước là 2.573 K (2.300 °C; 4.172 °F) và nhiệt độ mặt sau trung bình khoảng 1.644 K (1.371 °C; 2.500 °F).

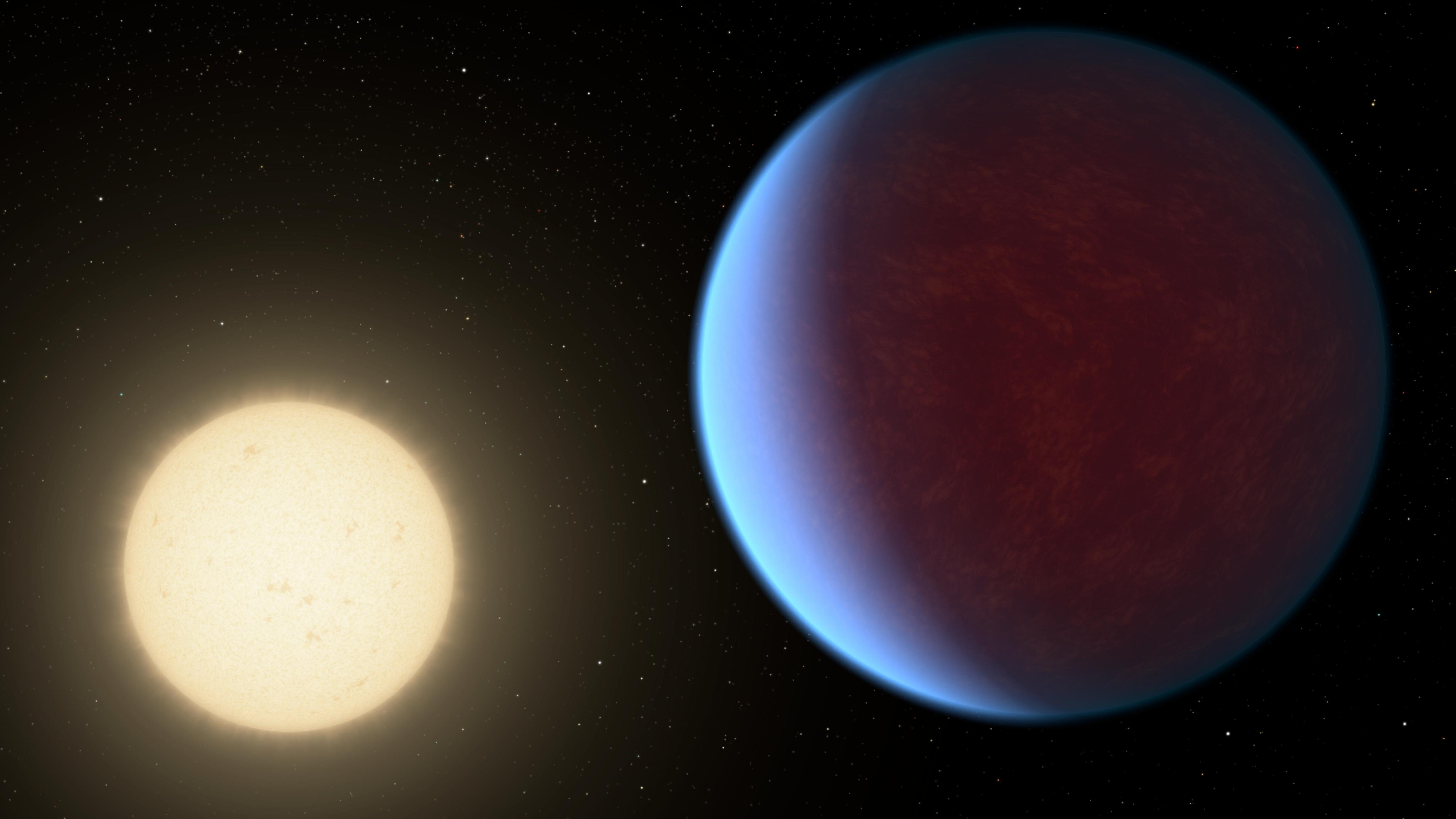
Ngoại hành tinh 55 Cancri e quay quanh ngôi sao chủ của nó (minh họa của nghệ sĩ)

Ban đầu người ta không biết liệu 55 Cancri e là một hành tinh khí khổng lồ nhỏ như Sao Hải Vương hay một hành tinh đất đá có kích thước lớn. Vào năm 2011, quá cảnh của hành tinh đã được xác nhận, cho phép các nhà khoa học tính toán mật độ của nó. Lúc đầu, nó được nghi ngờ là một hành tinh đại dương. Vì các quan sát ban đầu cho thấy không có hydro trong Lyman-alpha line của hành tinh này, Ehrenreich suy đoán rằng các chất dễ bay hơi của nó có thể là carbon dioxide thay vì nước hoặc hydro.
Một khả năng khác là 55 Cancri e là một hành tinh rắn được tạo thành từ vật chất giàu carbon chứ không phải vật chất giàu oxy tạo nên các hành tinh đất đá trong hệ Mặt Trời. Trong trường hợp này, khoảng một phần ba khối lượng của hành tinh sẽ là carbon, phần lớn trong số đó có thể ở dạng kim cương do nhiệt độ và áp suất bên trong hành tinh. Các quan sát sâu hơn là cần thiết để xác nhận bản chất của hành tinh này.
Một khả năng khác về 55 Cancri e là lực thủy triều, cùng với lực ly tâm quỹ đạo và quay, có thể hạn chế một phần bầu khí quyển giàu hydro ở phía ban đêm. Giả sử một bầu khí quyển được chi phối bởi các núi lửa và lượng lớn thành phần hydro, các phân tử nặng hơn có thể bị giới hạn trong vĩ độ < 80° trong khi hydro dễ bay hơi thì không. Do sự chênh lệch này, hydro sẽ khuếch tán từ từ vào ban ngày nơi tia X và tia cực tím sẽ gây thoát ly khí quyển. Để khả năng này có hiệu lực, 55 Cancri e cần phải bị khóa thủy triều trước khi mất toàn bộ lớp vỏ hydro của nó. Mô hình này phù hợp với phổ học thiên văn tuyên bố rằng đã phát hiện ra sự hiện diện của hydro và với các nghiên cứu khác không thể phát hiện ra tốc độ phá hủy hydro đáng kể.
Vào tháng 2 năm 2016, có thông báo rằng Kính viễn vọng không gian Hubble của NASA đã phát hiện ra acid hydrocyanic, nhưng không có hơi nước trong bầu khí quyển của 55 Cancri e, điều này chỉ có thể xảy ra nếu bầu khí quyển của hành tinh này chủ yếu là hydro hoặc heli. Đây là lần đầu tiên bầu khí quyển của một ngoại hành tinh siêu Trái Đất được phân tích thành công. Vào tháng 11 năm 2017, đã có thông báo rằng các quan sát hồng ngoại bằng Kính viễn vọng Không gian Spitzer cho thấy sự hiện diện của một đại dương dung nham bị che khuất bởi một bầu khí quyển có áp suất khoảng 1,4 bar, dày hơn một chút so với Trái Đất. Bầu khí quyển có thể chứa các hóa chất tương tự trong bầu khí quyển của Trái Đất, chẳng hạn như nitơ và có thể là oxy, để tạo ra dữ liệu hồng ngoại mà Spitzer đã quan sát được. Trái ngược với phát hiện tháng 2 năm 2016, một nghiên cứu quang phổ vào năm 2012 đã không phát hiện được hydro thoát ra khỏi khí quyển, và một nghiên cứu quang phổ vào năm 2020 không phát hiện được heli thoát ra, chỉ ra rằng hành tinh này có thể không có bầu khí quyển nguyên thủy. Dữ liệu này không loại trừ khả năng khí quyển được tạo thành từ các phân tử nặng hơn như oxy và nitơ.

### Núi lửa

Áp phích "Cục du lịch ngoài hành tinh" của NASA cho 55 Cancri e

Sự thay đổi nhiệt độ bề mặt lớn trên 55 Cancri e được cho là do hoạt động núi lửa có thể giải phóng những đám mây bụi lớn bao phủ hành tinh và ngăn chặn sự phát thải nhiệt. Đến năm 2022, một cuộc quan sát đã cho thấy sự biến đổi lớn về độ sâu quá cảnh của hành tinh, có thể là do hoạt động núi lửa quy mô lớn hoặc sự hiện diện của khí biến đổi cùng quỹ đạo với hành tinh.